# Moneyveo
ТОВ «Манівео швидка фінансова допомога» — мікрофінансова небанківська фінансова установа, що кредитує споживачів у відділеннях, та через онлайн-сервіс під брендом Moneyveo, лідер онлайн-кредитування України з 2019 року. Видає короткострокові кредити з великими відсотками (один із прикладів — 730 % річних) й штрафними санкціями, зазнавала критики через видачу кредитів шахраям за чужими документами. Генеральним директором компанії є Сергій Сінченко. Кінцевим бенефіціаром є 30-річний Михайло Лизанець.

## Історія
2013 року компанію заснував 23-літній Михайло Лизанець із колишнім народним депутатом Віктором Тополовим, перші кредити було видано в листопаді того ж року. Протягом 2017—2019 років співвласником компанії був Олександр Унінець. 2016 року компанія стала одним із лідерів ринку небанківського онлайн-кредитування в Україні.
2018 року компанія потрапила до п'ятірки найбільш прибуткових у галузі дрібного короткострокового небанківського кредитування. Водночас компанія потрапила в скандал із кредитуванням шахраїв, які для отримання кредиту надавали чужі документи.
Нв 2019 рік клієнтами сервісу були 640 тис. осіб, які оформили 3 млн кредитів. 2019 року компанія отримала чистий дохід у 2,986 млрд грн — найбільший серед мікрофінансових організацій.
У 2020 році компанія отримала сертифікат PCI DSS Service Provider Level 1.
На початку 2021 року Moneyveo випустила облігацій серії «А» на 200 млн грн та кредитну картку в співпраці з IBOX BANK, Visa та за підтримки Нової пошти.

## Умови кредитування
Компанію часто критикують за високі відсотки та штрафні санкції за прострочені виплати, які становили 1,3 % за день користування, а в окремих випадках — до 1,70 %. Компанія лишає за собою право звернутись до суду або передати кредит до колекторської агенції. Розгляд таких справ у суді міг відбуватися без участі позивача та відповідача. Інформація щодо несвоєчасного погашення кредиту вносилася до кредитної історії позичальника.
2020 року ефективна відсоткова ставка за кредитом Moneyveo (505 %) вдесятеро перевищувала ставку за банківськими кредитними картками. Через короткий строк кредитування (до місяця) та невеликі суми (до одного розміру мінімальної зарплати) на позики Moneyveo не поширювалося обмеження максимальних ставок, передбачене законом «Про споживче кредитування».
Станом на 2021 рік стандартний кредит у Moneyveo: 5170 грн на 21 день під 475 % річних.

## Кредити за чужими документами та інші порушення
9 жовтня 2018 року СБУ провела обшук в офісі Moneyveo через розслідування видачі кредитів на сторонніх осіб. За даними СБУ, це махінації могли відбуватися за участі співробітників компанії. Для оформлення кредитів шахраї надавали дані осіб, які брали участь у тендерах держзакупівель на системі «ProZorro». У компанії заявили, що виявили 157 шахрайських кредитів, які анулювали. А постраждалим обіцяли оновити кредитну історію.
20 червня 2023 року інспекція НБУ наклала штраф у 34 тис. грн за надання завідомо недостовірної інформації на запит регулятора.

## Благодійність
- 2019 року компанія виділила 100 тис. грн для нагородження фіналістів відбору до першої національної збірної з кіберфутболу[31], яка 2020 року брала участь у відбіркових матчах на чемпіонат Європи з цього виду кіберспорту[32][33]
- 2020 — компанія закупила три апарати штучної вентиляції легень S1200 для допомоги хворим на COVID-19[34]
- 2020 — закуплено два реанімаційні медичні ліжка з електроприводом у військовий госпіталь в Ірпені[35]
- 2020 — підтримка реабілітаційного центру Next Step Ukraine[36]

## Нагороди
- PaySpace Magazine Awards (найкращий український fintech-стартап)[37]
- Директор Михайло Лизанець — лауреат премії «Людина року» в номінації «менеджер»[38][39][40]
- Лавреат української народної премії за 2017 рік у галузі «Бізнес та фінанси»[41]
- 2017—2020 — «Бренд року» в номінації «Фінанси/Бізнес/IT» за версією[42]
- Кредит онлайн року за версією «Вибір року» у 2019 році[43][44]
- Найкраща МФО онлайн за версією FinAwards 2022[45]
- Best digital lending company за версією Ukrainian Fintech Awards (2023)[46]